# Anthony Hinds
Anthony „Tony“ Frank Hinds, als Drehbuchautor unter dem Pseudonym John Elder, (* 19. September 1922 in London-Ruislip, Vereinigtes Königreich; † 30. September 2013 in Oxfordshire) war ein britischer Filmproduzent und Drehbuchautor, dessen Wirken eng mit den auf Horrorfilme spezialisierten Hammer Film Productions verbunden ist.

## Leben und Wirken
Der Sohn des Music-Hall-Komikers William Hinds, der als Will Hammer (1888–1957), einem der beiden Gründer der Hammer Films, in die Annalen britischer Kinogeschichte gehen sollte, besuchte in London die St. Paul’s School. Nach dem Kriegsdienst bei der Royal Air Force stieg Anthony Hinds in die damals (1946) noch gänzlich unbedeutende, väterliche Produktionsfirma, die lediglich in den 1930er Jahren einige Filme herausgebracht hatte, ein. Während der Sohn des Firmen-Mitbegründers Enrique Carreras, James Carreras, sich um die Management-Leitung kümmerte, oblag Hinds die kreative Leitung der Hammer-Films und somit die eigentliche Herstellung der Hammer-Filme. Bei dem Filmchen Death in High Heels überließ man ihm 1947 erstmals die Produktionsüberwachung, mit dem Billigkrimi Who Killed Van Loon? legte er im Juni 1948 als Produzent seinen ersten Streifen vor.
Bis Mitte der 1950er Jahre produzierte Anthony Hinds mit der Hammer-Films durchgängig kostengünstig hergestellte B-Filme – nahezu durchgängig Krimis, Dramen und Melodramen. Erst 1955 entschloss man sich mit dem Streifen Schock dazu, sich auf die Herstellung von Science-Fiction- und Gruselstoffen zu konzentrieren. 1957 gelang schließlich der große Durchbruch mit dem im Vorjahr gedrehten Remake des Frankenstein-Stoffs, den Hollywood 1931 mit großem Erfolg erstmals umgesetzt hatte. Den Erfolg der Neuverfilmung hatte Firmengründer Will Hammer kaum mehr miterlebt; er starb einen Monat nach der Uraufführung von Frankensteins Fluch während einer Fahrt auf dem Fahrrad.
Tony Hinds baute nun ganz auf das Horrorfilm-Genre und fertigte nunmehr, arbeitsteilig mit Carreras-Enkel Michael Carreras, weitere Neuverfilmungen des klassischen Hollywood-Gruselfilmkinos der 1930er und 1940er Jahre an, darunter Dracula, Die Rache der Pharaonen (Remake von Die Mumie), Schlag 12 in London (Remake von Die Jekyll und Mr. Hyde), Der Fluch von Siniestro (Remake des Werwolf-Stoffs Der Wolfsmensch) und Das Rätsel der unheimlichen Maske (Remake von Das Phantom der Oper). Vor allem die Dracula- und Frankenstein-Filme erwiesen sich als äußerst kassenträchtig, weshalb Hinds und Carreras auch mehrere Fortsetzungen initiierten. Die zentralen Hammer-Films-Arbeiten in beider Ägide inszenierte Routinier Terence Fisher, zu mehreren dieser Streifen steuerte Hinds unter dem Pseudonym John Elder auch das Drehbuch bei.
Nachdem Hammer-Films Ende der 1960er Jahre in eine finanzielle Schieflage geraten war, wurde Hinds‘ Rückzug aus der Firma von den ihn unterstützenden US-Finanziers mehr oder weniger erzwungen, und er musste inmitten der Produktion der Fernsehserie Journey to the Unknown, in deren Mittelpunkt übernatürliche Geschehnisse standen, den Hut nehmen. 1970 musste Hinds auch den Vorstand der Hammer Films verlassen. Als Drehbuchautor blieb er jedoch auch weiterhin seiner früheren Firma verbunden. Anthony Hinds, zuletzt an Parkinson erkrankt, war seit 1956 bis zu seinem Tod mit Jean Knowles verheiratet. Das Ehepaar hat zwei Töchter.

## Filmografie

### Filmproduzent
- 1948: Who Killed Van Loon?
- 1949: Dr. Morelle: The Case of the Missing Heiress
- 1949: Celia
- 1949: Meet Simon Cherry
- 1949: The Adventures of PC 49
- 1950: The Man in Black
- 1950: Someone at the Door
- 1950: Room to Let
- 1950: What the Butler Saw
- 1950: The Lady Craved Excitement
- 1951: The Rossiter Case
- 1951: To Have and to Hold
- 1951: The Dark Ligh
- 1951: Cloudburst
- 1951: A Case for PC 49
- 1951: Black Widow
- 1952: Erpresserin (The Last Page)
- 1952: Death of an Angel
- 1952: Wings of Danger
- 1952: Stolen Face
- 1952: Vom Täter fehlt jede Spur (Lady in the Fog)
- 1952: The Gambler and the Lady
- 1953: Teufel in Blond (Bad Blonde)
- 1953: Todesroulette (The Saint’s Return)
- 1953: Das Gangster-Syndikat (36 Hours)
- 1954: The House Across the Lake
- 1954: Five Days
- 1955: The Glass Cage
- 1955: Schock (The Quatermass Xperiment)
- 1955: A Man on the Beach (Kurzfilm)
- 1956: Women Without Men
- 1956: XX unbekannt (X the Unknown)
- 1956: Frankensteins Fluch (The Curse of Frankenstein)
- 1957: Feinde aus dem Nichts (Quatermass II)
- 1958: Die gelbe Hölle (The Camp on Blood Island)
- 1958: Dracula
- 1958: Frankensteins Rache (The Revenge of Frankenstein)
- 1958: I Only Arsked!
- 1959: Der Hund von Baskerville (The Hound of the Baskervilles)
- 1959: Die Würger von Bombay (The Stranglers of Bombay)
- 1960: Vertraue keinem Fremden (Never Take Sweets From a Stranger)
- 1960: Dracula und seine Bräute (The Brides of Dracula)
- 1961: Der Fluch von Siniestro (The Curse of the Werewolf)
- 1962: Das Rätsel der unheimlichen Maske (The Phantom of the Opera)
- 1962: Sie sind verdammt (The Damned)
- 1963: Haus des Grauens (Paranoiac)
- 1963: Der Kuß des Vampirs (The Kiss of the Vampire)
- 1963: Das alte finstere Haus (The Old Dark House)
- 1964: Frankensteins Ungeheuer (The Evil of Frankenstein)
- 1965: Das düstere Haus (Fanatic)
- 1968–1969: Journey to the Unknown (Fernsehserie, 13 Episoden)

### Drehbuchautor
- 1960: Der Fluch von Siniestro (The Curse of the Werewolf)
- 1962: Die Bande des Captain Clegg (Captain Clegg)
- 1962: Das Rätsel der unheimlichen Maske (The Phantom of the Opera)
- 1963: Der Kuß des Vampirs (The Kiss of the Vampire)
- 1964: Frankensteins Ungeheuer (The Evil of Frankenstein)
- 1966: Rasputin – der wahnsinnige Mönch (Rasputin the Mad Monk)
- 1966: Das schwarze Reptil (The Reptile)
- 1967: Frankenstein schuf ein Weib (Frankenstein Created Woman)
- 1968: Draculas Rückkehr (Dracula Has Risen From His Grave)
- 1970: Wie schmeckt das Blut von Dracula? (Taste the Blood of Dracula)
- 1970: Dracula – Nächte des Entsetzens (Scars of Dracula)
- 1974: Frankensteins Höllenmonster (Frankenstein and the Monster From Hell)
- 1975: Legende vom Werwolf (Legend of the Werewolf)
- 1975: Der Ghul (The Ghoul)
- 1980: Gefrier-Schocker (Hammer House of Horror, Fernsehserie, Episode 1x11)